# Saint-Martin-de-la-Cluze
Saint-Martin-de-la-Cluze és un municipi francès al departament d'Isère de la regió d'Alvèrnia-Roine-Alps. L'any 2007 tenia 607 habitants.

## Demografia

### Població
El 2007 la població de fet de Saint-Martin-de-la-Cluze era de 607 persones. Hi havia 228 famílies de les quals 52 eren unipersonals (32 homes vivint sols i 20 dones vivint soles), 64 parelles sense fills, 108 parelles amb fills i 4 famílies monoparentals amb fills.
La població ha evolucionat segons el següent gràfic:

### Habitatges
El 2007 hi havia 289 habitatges, 229 eren l'habitatge principal de la família, 48 eren segones residències i 12 estaven desocupats. 262 eren cases i 17 eren apartaments. Dels 229 habitatges principals, 184 estaven ocupats pels seus propietaris, 37 estaven llogats i ocupats pels llogaters i 8 estaven cedits a títol gratuït; 1 tenia una cambra, 13 en tenien dues, 23 en tenien tres, 58 en tenien quatre i 134 en tenien cinc o més. 188 habitatges disposaven pel capbaix d'una plaça de pàrquing. A 76 habitatges hi havia un automòbil i a 140 n'hi havia dos o més.

### Piràmide de població
La piràmide de població per edats i sexe el 2009 era:
| Homes | Edats   | Dones |
| ----- | ------- | ----- |
| 0     | 95 o +  | 0     |
| 0     | 90 a 94 | 0     |
| 0     | 85 a 89 | 4     |
| 8     | 80 a 84 | 4     |
| 8     | 75 a 79 | 16    |
| 8     | 70 a 74 | 16    |
| 16    | 65 a 69 | 12    |
| 8     | 60 a 64 | 4     |
| 8     | 55 a 59 | 12    |
| 24    | 50 a 54 | 12    |
| 20    | 45 a 49 | 8     |
| 44    | 40 a 44 | 36    |
| 12    | 35 a 39 | 44    |
| 24    | 30 a 34 | 16    |
| 4     | 25 a 29 | 4     |
| 4     | 20 a 24 | 12    |
| 20    | 15 a 19 | 16    |
| 48    | 10 a 14 | 20    |
| 16    | 5 a 9   | 16    |
| 20    | 0 a 4   | 8     |

## Economia
El 2007 la població en edat de treballar era de 407 persones, 308 eren actives i 99 eren inactives. De les 308 persones actives 285 estaven ocupades (157 homes i 128 dones) i 23 estaven aturades (13 homes i 10 dones). De les 99 persones inactives 31 estaven jubilades, 32 estaven estudiant i 36 estaven classificades com a «altres inactius».

### Ingressos
El 2009 a Saint-Martin-de-la-Cluze hi havia 237 unitats fiscals que integraven 624,5 persones, la mediana anual d'ingressos fiscals per persona era de 21.433 €.

### Activitats econòmiques
Dels 28 establiments que hi havia el 2007, 1 era d'una empresa de fabricació de material elèctric, 2 d'empreses de fabricació d'altres productes industrials, 6 d'empreses de construcció, 3 d'empreses de comerç i reparació d'automòbils, 2 d'empreses d'hostatgeria i restauració, 1 d'una empresa financera, 4 d'empreses immobiliàries, 4 d'empreses de serveis, 4 d'entitats de l'administració pública i 1 d'una empresa classificada com a «altres activitats de serveis».
Dels 6 establiments de servei als particulars que hi havia el 2009, 1 era un paleta, 1 guixaire pintor, 1 fusteria, 1 lampisteria, 1 electricista i 1 restaurant.
L'any 2000 a Saint-Martin-de-la-Cluze hi havia 20 explotacions agrícoles que ocupaven un total de 494 hectàrees.

## Equipaments sanitaris i escolars
El 2009 hi havia una escola maternal integrada dins d'un grup escolar amb les comunes properes formant una escola dispersa.

## Poblacions properes
El següent diagrama mostra les poblacions més properes.